# Supella abbotti
Supella abbotti är en kackerlacksart som beskrevs av Rehn, J. A. G. 1947. Supella abbotti ingår i släktet Supella och familjen småkackerlackor. Inga underarter finns listade i Catalogue of Life.